# 馬爾奈 (索恩-盧瓦爾省)
马尔奈（法語：Marnay，法語發音：[maʁnɛ]）是法国索恩-卢瓦尔省的一个市镇，属于卢昂区。

## 地理
马尔奈（46°42'6"N, 4°55'33"E）面积5.08 平方千米，位于法国勃艮第-弗朗什-孔泰大區索恩-卢瓦尔省，该省份为法国中部省份，北起顺时针与科多尔省、汝拉省、安省、罗讷省、卢瓦尔省、阿列省和涅夫勒省接壤。
与马尔奈接壤的市镇（或旧市镇、城区）包括：索恩河畔乌鲁、索恩河畔日尼、圣西尔、圣日耳曼迪普兰、大瓦雷讷。
马尔奈的时区为UTC+01:00、UTC+02:00（夏令时）。

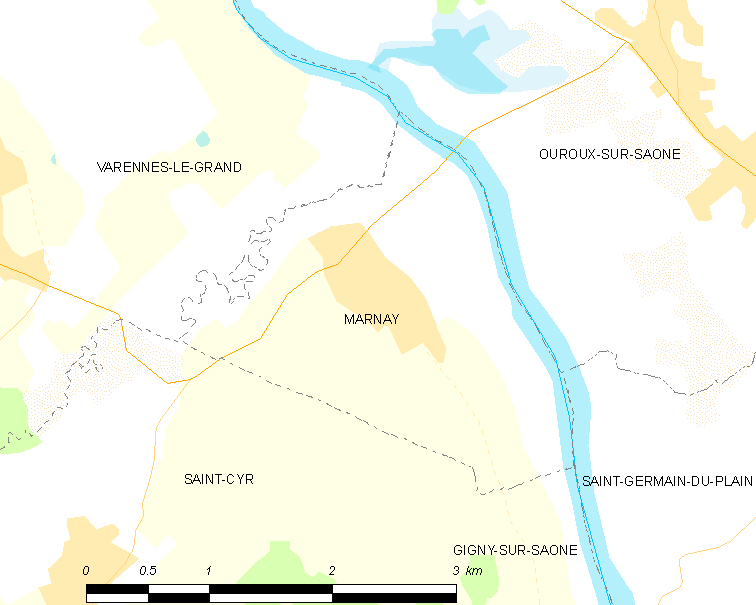
马尔奈的OSM定位图

## 行政
马尔奈的邮政编码为71240，INSEE市镇编码为71283。

## 政治
马尔奈所属的省级选区为圣雷米县。

## 人口

1962-2008年间马尔奈人口变化图示

马尔奈于2022年1月1日时的人口数量为534人。